# Diego el Cigala
Diego Ramón Jiménez Salazar, más conocido por su nombre artístico Diego el Cigala (Madrid, 27 de diciembre de 1968), es un cantaor de flamenco español de etnia gitana y nacionalidad dominicana desde 2014.
Se llama «Diego» como resultado de una disputa familiar producida por su padre y su tío en la pila bautismal, y es conocido como «el Cigala» por el apodo que recibió de los hermanos Losada, guitarristas.

## Biografía
Creció cerca de la zona del Rastro, en el barrio de Embajadores de Madrid. Hijo de José Jiménez (José de Córdoba) y de Aurora Salazar Motos, y por tanto sobrino de los cantantes de flamenco Rafael Farina y Rafael Salazar Motos, Calderas de Salamanca, y tío segundo de la cantante Tamara; a los 12 años ganó un concurso de flamenco y el primer premio del certamen al mejor cantaor de Getafe. 
En 1997 publica Undebel, su primer disco en solitario, producido por David Amaya, actual cantante solitario y exguitarrista del grupo La Barbería del Sur, junto también al cantante de la misma agrupación Enrique Heredia (voz, en el tema Palestina) y  dónde también colaboran Tomatito, Antón Jiménez, Juan José Suárez «Paquete», Ramón Jiménez y Manuel Parrilla (guitarra), Chaboli, Piraña, Negri y Bandolero (percusión), siendo desde principio para los jóvenes flamencos y no tan jóvenes, este disco todo un referente de valor y de estudio aún no siendo no tan conocido para el resto de oyentes que se incorporaron posteriormente, acrecentando su popularidad. En el 2000, Javier Limón le produce Entre vareta y canasta, un disco que se publicó con el apoyo publicitario de artistas como El Gran Wyoming, Santiago Segura, Pablo Carbonell y Javier Krahe, entre otros, y en el que participaron a la guitarra Niño Josele y Vicente Amigo. El video erótico del álbum estaba realizado por Fernando Esteso. Un año más tarde aparece Corren tiempos de alegría, producido también por Javier Limón y con el Niño Josele a su lado, y con invitados excepcionales como Bebo Valdés y Jerry González. El disco fue nominado como Mejor Disco de Flamenco en los Grammy Latinos.
Su cuarto disco se graba durante un concierto en directo en el Teatro Real de Madrid, con el único acompañamiento de la guitarra de Niño Josele y también producido por Javier Limón. 
En 2002, Fernando Trueba produce el disco de versiones Lágrimas negras, disco que une a Diego «el Cigala» con Bebo Valdés al piano y que se publica en 2003, el éxito es internacional. Diego consigue en el 2004 un Grammy, tres Premios de la Música, un Premio Ondas, cinco Premios Amigo, tres Discos de Platino en España y uno en Argentina, México y Venezuela. The New York Times lo alaba como "Mejor disco del año" en el apartado de música latina y Bebo y Diego «el Cigala» llenan los mejores teatros del mundo: París, Nueva York, Londres, La Habana, Buenos Aires, Tokio, México D. F., Madrid, Barcelona. A finales de 2004 el disco había vendido más de 700.000 copias en todo el mundo. Entre los temas incorporados en el álbum se encuentran temas clásicos canción cubana, de copla y flamenco. Tras esta obra vino Picasso en mis ojos, disco homenaje al artista malagueño Pablo Picasso.
En junio de 2008 salió a la venta con el diario El País su álbum Dos lágrimas, que no estuvo en tiendas hasta septiembre. Se trataba de una nueva incursión en las músicas del Caribe acompañado de grandes artistas como Yelsi Heredia, Gonzalo Rubalcaba, Jumitus o Tata Güines.
En el verano de 2008 recibió en Santander el I Premio La Barraca a las Artes Escénicas 2007, concedido por la Universidad Internacional Menéndez Pelayo (UIMP).
En el año 2010, prestó su voz al personaje de Toy Story 3, Buzz Lightyear durante varias secuencias de la versión en castellano, dándole aires andaluces y flamencos. También participó, aunque de forma escueta, en la canción que cierra los créditos. En la versión original, en estas secuencias el protagonista habla un perfecto español doblado por Javier Fernández Peña.  
En noviembre de 2012 colaboró con María Dolores Pradera interpretando a dúo el tema «Lágrimas negras», en su disco de duetos titulado Gracias a vosotros.
En abril de 2013 salió a la venta Romance de la luna tucumana, nuevo trabajo discográfico sobre el tango argentino, acompañado de la guitarra eléctrica de El Twanguero (Diego García). Además, en una entrevista en El Patio de Jaci González en aireflamenco.com, el Cigala anunció que en diciembre del mismo año editaría un disco flamenco, grabado en directo.
El Cigala se instaló en República Dominicana a menos de un mes de haber lanzado su disco Romance de la luna tucumana. Mientras esperaba para recibir su nueva nacionalidad, preparó un nuevo disco de flamenco, grabado en directo en Barcelona.
El 6 de marzo de 2014 recibió la nacionalidad dominicana, a lo cual expresó: «Déjenme afirmar que Dios es grande y que lo prueba el hecho de que me permite vivir este momento inolvidable, pisando la tierra que habré de compartir por siempre con Juan Pablo Duarte, con Pedro Mir, con Eduardo Brito, guardando las distancias y los respetos debidos». Además agregó: «Quiero llevar por el mundo la bandera tricolor, ponerla en alto cada vez más y hacer que no se arrepientan nunca de haberme acogido bajo el cielo que vivió (el cacique taíno) Enriquillo».

## Vida personal
En agosto de 2015 falleció su esposa Amparo Fernández en República Dominicana, tras luchar contra un cáncer. El artista, que se encontraba en Los Ángeles para un concierto, decidió no cancelarlo y subirse al escenario en homenaje a ella.
En 2016 formalizó su relación con la también cantaora Kina Méndez, con quien tuvo dos hijos. En junio de 2021 fue detenido por un presunto delito de violencia de género. Fue denunciado por Kina Méndez en Jerez de la Frontera.

## Discografía

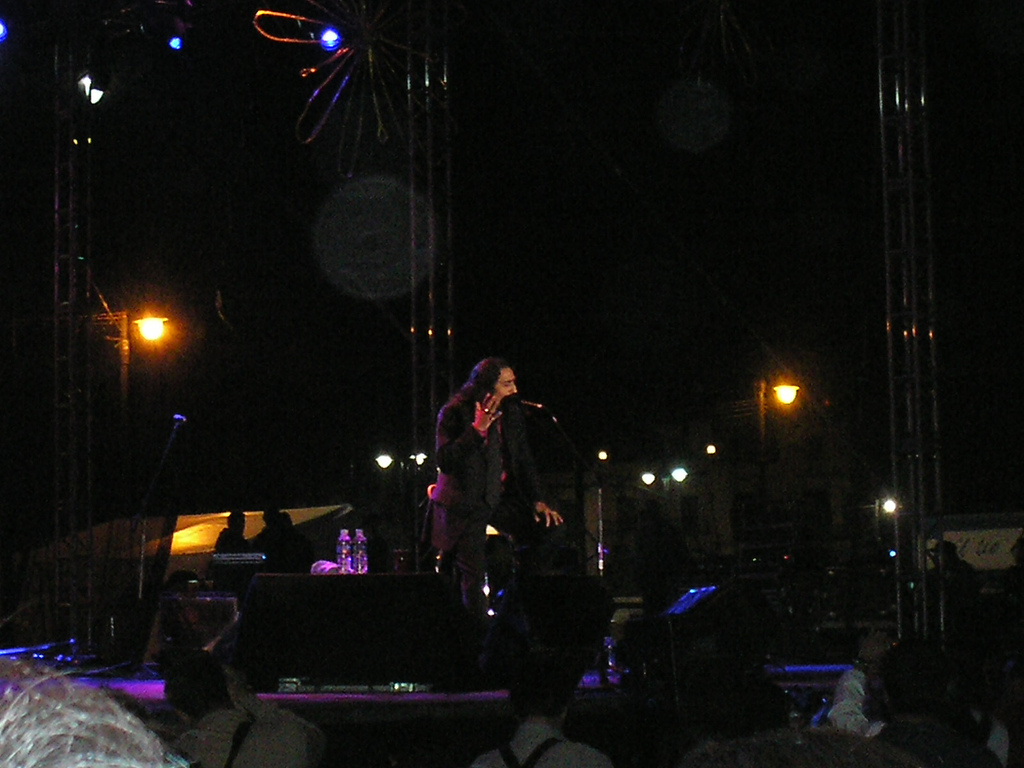
Diego «el Cigala» en 2007.

### Álbumes de estudio
- 1998 - Undebel
- 2000 - Entre vareta y canasta
- 2001 - Corren tiempos de alegría
- 2003 - Lágrimas negras (con Bebo Valdés)
- 2005 - Picasso en mis ojos
- 2008 - Dos lágrimas
- 2010 - Cigala & Tango
- 2013 - Romance de la luna Tucumana
- 2014 - Vuelve el Flamenco
- 2016 - Indestructible
- 2020 - Cigala canta a Mexico
- 2021 - Obras maestras

### Álbumes en vivo
- 2002 - Directo en el Teatro Real (en directo, con Niño Josele)
- 2004 - Blanco y negro en vivo

### Colaboraciones
- 2006 - Como Quien Pierde Una Estrella (de Alejandro Fernández en México-Madrid: en directo y sin escalas)
- 2010 - Travesura (de Inti-Illimani)
- 2012 - Gracias a vosotros (de María Dolores Pradera)
- 2012 - Vámonos (de Oscar D'León)
- 2017 - Un Mundo Raro (de Lila Downs en Salón, Lágrimas y Deseo)
- 2020 - Quiéreme (de Ricky Martin en Pausa)